# Центральне Малуку
Центральне Малу́ку (індонез. Maluku Tengah) — один з 9 округів у складі провінції Малуку у складі Індонезії. Адміністративний центр — місто Масохі.
Населення — 434490 осіб (2012; 375393 в 2011, 361698 в 2010).

## Історія
2003 року від округу було відокремлено декілька районів:
- райони Каїрату, Західний Серам, Хуамуал-Белаканг, Танівел утворили окремий округ Західний Серам-Багьян;
- райони Була, Верінама, Східний Серам, Острів Гором утворили окремий округ Східний Серам-Багьян.

2007 року були утворені нові райони:
- Північно-Західний Серам утворився із західної частини району Північний Серам;
- Телук-Елпапутіх утворився із західної частини району Теон-Ніла-Серуа;
- Західне Леїхіту утворився із західної частини району Леїхіту;

2010 року були утворені нові райони:
- Телутіх утворився із південно-західної частини району Техору;
- Північно-Східний Серам-Сеті утворився зі східної частини району Північний Серам;
- Північно-Східний Серам-Кобі утворився із центрально-східної частини району Північний Серам.

2012 року утворився новий район Східний Сапаруа зі східної частини району Сапаруа.

## Адміністративний поділ
До складу округу входять 18 районів, 25 селищ та 145 сіл:
| Райони                      | Населення, осіб (2010) | Населення, осіб (2012) | Центр       | Селища | Села |
| --------------------------- | ---------------------- | ---------------------- | ----------- | ------ | ---- |
| Амахаї                      | 38932                  | 48630                  | Амахаї      | 4      | 8    |
| Банда                       | 18544                  | 22376                  | Лонтхор     | 6      | 6    |
| Леїхіту                     | 46978                  | 58340                  | Хіту-Месінг | 2      | 9    |
| Леїхіту Західне             | 16678                  | 20715                  | Ларіке      | 5      | 0    |
| місто Масохі                | 31480                  | 38735                  | Масохі      | 5      | 0    |
| Нусалаут                    | 5322                   | 6610                   | Тітавааї    | 0      | 7    |
| Острів Харуку               | 24207                  | 29715                  | Пелаув      | 0      | 11   |
| Салахуту                    | 46703                  | 53322                  | Тулеху      | 1      | 5    |
| Сапаруа                     | 32475                  | 20202                  | Сапаруа     | 3      | 4    |
| Сапаруа Східний             | -                      | 18481                  | -           | 0      | 10   |
| Серам Північний             | 39249                  | 20302                  | Вахаї       | 0      | 12   |
| Серам Північно-Західний     | 9260                   | 11520                  | Салеман     | 0      | 12   |
| Серам Північно-Східний-Кобі | -                      | 11067                  | -           | 0      | 11   |
| Серам Північно-Східний-Сеті | -                      | 14293                  | -           | 0      | 10   |
| Телук-Елпапутіх             | 10822                  | 11433                  | Тананаху    | 0      | 4    |
| Телутіх                     | -                      | 12020                  | -           | 0      | 10   |
| Теон-Ніла-Серуа             | 12857                  | 15162                  | Лаєні       | 0      | 16   |
| Техору                      | 28191                  | 21567                  | Техору      | 0      | 10   |

## Найбільші населені пункти
| Населений пункт | Населення, осіб (2010) |
| --------------- | ---------------------- |
| Масохі          | 31 480                 |
| Тулеху          | 17 272                 |
| Сулі            | 10 978                 |
| Сепа            | 8 817                  |
| Харуру          | 7 546                  |
| Ліанг           | 6 960                  |
| Пелаув          | 6 850                  |
| Хар'я           | 6 727                  |
| Вааї            | 6 639                  |
| Хіла            | 6 429                  |